# Crotalaria trifoliastrum
Crotalaria trifoliastrum är en ärtväxtart som beskrevs av Carl Ludwig von Willdenow. Crotalaria trifoliastrum ingår i släktet sunnhampor, och familjen ärtväxter. Inga underarter finns listade i Catalogue of Life.